# Ceromitia pilularis
Ceromitia pilularis là một loài bướm đêm thuộc họ Adelidae. Loài này có ở Zimbabwe.